# Krerowo
Krerowo is een plaats in het Poolse district  Poznański, woiwodschap Groot-Polen. De plaats maakt deel uit van de gemeente Kleszczewo en telt 274 inwoners.